# Mandy Jones
Pour les articles homonymes, voir Jones.
Mandy Jones, née le 24 mars 1962 est une coureuse cycliste britannique, qui a remporté le championnat du monde sur route en 1982.

## Biographie
Mandy Jones rejoint le West Pennine Road Club pour participer aux sorties du dimanche. Elle effectue sa première course en 1974. Cinq ans plus tard, elle termine première à égalité avec Julie Earnshaw au championnat national junior des 10 miles.
Ce résultat la persuade de s’entraîner encore plus sérieusement. Elle est sélectionnée pour courir le championnat du monde sur route avec la Grande-Bretagne en 1980. À 18 ans, elle s'adjuge la médaille de bronze derrière l'Américaine Beth Heiden sur le difficile circuit de Sallanches, dans les Alpes françaises.
Elle remporte son premier titre national sur route en 1981.
Dans le Golden Book of Cycling (en), qu'elle a signé à 29 ans, est écrit : « Son potentiel était évident : la Grande-Bretagne avait une nouvelle star en devenir. »
Elle remporte le championnat de Grande-Bretagne de poursuite à Leicester en 1982, et bat le record du monde des 5000 mètres sur la même piste dans la même année.
À domicile, elle participe aux mondiaux à Goodwood, cette même année. Elle s'échappe du peloton pour gagner avec 10 secondes d'avance. C'est la première femme britannique à remporter un championnat du monde depuis 15 ans (Beryl Burton en 1967). Elle raconte :
« J'ai gagné par hasard. C'était tout simplement fou. Nous étions dans une descente et je roulais devant. Puis en regardant derrière, j'ai vu que j'avais fait un écart et j'ai continué. Je priais pour que mes jambes tiennent. Mais avec environ un demi-tour à faire, j'ai commencé à penser "Hey, je peux gagner ça !" ».
Jones obtient une nouvelle victoire aux championnats de Grande-Bretagne en 1983, puis termine quatrième du championnat du monde sur route.
Elle tient un magasin de cycles, Surosa Cycles, à Oldham, Grand Manchester, avec son mari jusqu'en janvier 2015.
En 2009, elle est intronisée au British Cycling Hall of Fame.

## Palmarès

### Palmarès sur route
- 1979
  -  Championne de Grande-Bretagne du contre-la-montre juniors
- 1980
  -  Médaillée de bronze du championnat du monde sur route
- 1981
  -  Championne de Grande-Bretagne sur route
- 1982
  -  Championne du monde sur route
  -  Championne de Grande-Bretagne du contre-la-montre
  - Circuit du Loiret
- 1983
  -  Championne de Grande-Bretagne sur route
  - 2e du Circuit du Loiret
  - 4e du championnat du monde sur route

### Palmarès sur piste
- 1980
  -  Championne de Grande-Bretagne de poursuite
- 1981
  -  Championne de Grande-Bretagne de poursuite
- 1982
  -  Championne de Grande-Bretagne de poursuite